# Supercopa de la UEFA 2009
La Supercopa de la UEFA 2009 fue la 34.ª edición de la Supercopa de la UEFA que se disputa anualmente entre los ganadores de la Liga de Campeones de la UEFA y de la Copa de la UEFA. El encuentro fue entre el Barcelona (ganador de la Liga de Campeones 2008-09) y el Shakhtar Donetsk (vencedor de la Copa de la UEFA 2008-09) en el Stade Louis II de Mónaco, el 28 de agosto de 2009. El partido se celebró al día siguiente al sorteo de la Liga de Campeones de la UEFA y, en el mismo día del sorteo de la primera edición de la Liga Europa de la UEFA, antigua Copa de la UEFA.
El F. C. Barcelona ganó por 1 a 0 en tiempo extra con gol de Pedro Rodríguez a los 115 minutos de partido.

## Previo
Esta edición de la Supercopa de Europa fue la trigésimo cuarta.
El F. C. Barcelona se presentó como ganador de la Liga de Campeones de la UEFA 2008-09, al ganar al Manchester United por 2 a 0; mientras que el Shakhtar Donetsk se presentó como campeón de la última Copa UEFA, al ganar por 2 goles a 1 al Werder Bremen.
El Shakhtar no había podido jamás conquistar la copa, mientras que el Barcelona lo había hecho en dos ocasiones, (1992 y 1997).

## Detalles del partido
| 1          | POR        | Víctor Valdés      |      |
| 2          | DEF        | Daniel Alves       |      |
| 5          | DEF        | Carles Puyol       |      |
| 3          | DEF        | Gerard Piqué       |      |
| 22         | DEF        | Éric Abidal        |      |
| 24         | MED        | Yaya Touré         | 100' |
| 6          | MED        | Xavi Hernández     |      |
| 15         | MED        | Seydou Keita       |      |
| 10         | DEL        | Lionel Messi       |      |
| 9          | DEL        | Zlatan Ibrahimović | 81'  |
| 14         | DEL        | Thierry Henry      | 96'  |
| Entrenador | Entrenador | Josep Guardiola    |      |

| 30         | POR        | Andriy Piatov     |     |
| 33         | DEF        | Darijo Srna       |     |
| 5          | DEF        | Oleksandr Kucher  |     |
| 27         | DEF        | Dmitro Chigrinski |     |
| 26         | DEF        | Răzvan Raţ        |     |
| 19         | MED        | Oleksiy Gai       | 80' |
| 3          | MED        | Tomas Hübschman   |     |
| 11         | MED        | Ilsinho           |     |
| 22         | MED        | Willian           | 91' |
| 7          | MED        | Fernandinho       | 80' |
| 17         | DEL        | Luiz Adriano      |     |
| Entrenador | Entrenador | Mircea Lucescu    |     |

| 17 | DEL | Pedro Rodríguez | 81'  |
| 11 | DEL | Bojan Krkić     | 96'  |
| 16 | MED | Sergio Busquets | 100' |

| 8  | MED | Jadson          | 80' |
| 14 | MED | Vasyl Kobin     | 80' |
| 77 | DEL | Julius Aghahowa | 91' |

| Anotado | 115' | Pedro Rodríguez | 1-0 |

|  |

| Amonestado | 90+3' | Lionel Messi    |
| Amonestado | 107'  | Pedro Rodríguez |

| Amonestado | 55'   | Ilsinho          |
| Amonestado | 65'   | Darijo Srna      |
| Amonestado | 90+3' | Oleksandr Kucher |
| Amonestado | 119'  | Vasyl Kobin      |

| Árbitro             | Frank De Bleeckere |
| Árbitros asistentes | Peter Hermans      |
| Árbitros asistentes | Walter Vromans     |
| Cuarto árbitro      | Paul Allaerts      |

| 1          | POR        | Víctor Valdés      |      |
| 2          | DEF        | Daniel Alves       |      |
| 5          | DEF        | Carles Puyol       |      |
| 3          | DEF        | Gerard Piqué       |      |
| 22         | DEF        | Éric Abidal        |      |
| 24         | MED        | Yaya Touré         | 100' |
| 6          | MED        | Xavi Hernández     |      |
| 15         | MED        | Seydou Keita       |      |
| 10         | DEL        | Lionel Messi       |      |
| 9          | DEL        | Zlatan Ibrahimović | 81'  |
| 14         | DEL        | Thierry Henry      | 96'  |
| Entrenador | Entrenador | Josep Guardiola    |      |

| 30         | POR        | Andriy Piatov     |     |
| 33         | DEF        | Darijo Srna       |     |
| 5          | DEF        | Oleksandr Kucher  |     |
| 27         | DEF        | Dmitro Chigrinski |     |
| 26         | DEF        | Răzvan Raţ        |     |
| 19         | MED        | Oleksiy Gai       | 80' |
| 3          | MED        | Tomas Hübschman   |     |
| 11         | MED        | Ilsinho           |     |
| 22         | MED        | Willian           | 91' |
| 7          | MED        | Fernandinho       | 80' |
| 17         | DEL        | Luiz Adriano      |     |
| Entrenador | Entrenador | Mircea Lucescu    |     |

| 17 | DEL | Pedro Rodríguez | 81'  |
| 11 | DEL | Bojan Krkić     | 96'  |
| 16 | MED | Sergio Busquets | 100' |

| 8  | MED | Jadson          | 80' |
| 14 | MED | Vasyl Kobin     | 80' |
| 77 | DEL | Julius Aghahowa | 91' |

| Anotado | 115' | Pedro Rodríguez | 1-0 |

|  |

| Amonestado | 90+3' | Lionel Messi    |
| Amonestado | 107'  | Pedro Rodríguez |

| Amonestado | 55'   | Ilsinho          |
| Amonestado | 65'   | Darijo Srna      |
| Amonestado | 90+3' | Oleksandr Kucher |
| Amonestado | 119'  | Vasyl Kobin      |

| Árbitro             | Frank De Bleeckere |
| Árbitros asistentes | Peter Hermans      |
| Árbitros asistentes | Walter Vromans     |
| Cuarto árbitro      | Paul Allaerts      |

| Estadísticas       | Bandera de España | Bandera de Ucrania |
| ------------------ | ----------------- | ------------------ |
| Tiros              | 10                | 3                  |
| Faltas             | 15                | 18                 |
| Saques de esquina  | 15                | 0                  |
| Tarjetas Amarillas | 2                 | 4                  |
| Tarjetas Rojas     | 0                 | 0                  |
| Penales            | 0                 | 0                  |
| Fueras de juego    | 2                 | 6                  |

|                                     |
| Bandera de España                   |
| Campeón F. C. Barcelona 3.er título |

| Predecesor: 2008 Mónaco Stade Louis II Zenit de San Petersburgo | Supercopa de Europa 2009 Mónaco Stade Louis II F. C. Barcelona | Sucesor: 2010 Mónaco Stade Louis II Atlético de Madrid |